# Dariush Eghbali
 (septembre 2012).
Si vous disposez d'ouvrages ou d'articles de référence ou si vous connaissez des sites web de qualité traitant du thème abordé ici, merci de compléter l'article en donnant les références utiles à sa vérifiabilité et en les liant à la section « Notes et références ».
Dariush Eghbali (en persan : داریوش اقبالی, Daryus Eqbālī), mieux connu sous son nom de scène Dariush (né le 4 février 1951 à Meyaneh, dans la province de l'Azerbaijan, en Iran), est un chanteur iranien.
Militant de gauche tendance communiste, opposant au shah d’Iran. Il a œuvré pour le renversement et la chute du shah pour mettre en place la république islamique, pour s’apercevoir par la suite de son erreur[non neutre] et s’exiler.

## Biographie
Il a passé ses premières années à Karaj. Hassan Khayatbashi le présente au public à l'âge de vingt ans à la télévision iranienne.
Il a grandi à Mianeh, Karaj et province du Kurdistan,,,.
Membre d'Amnesty International, ayant eu l'expérience de la drogue dans le passé[réf. nécessaire], il est impliqué dans la sensibilisation et apporte un soutien au monde de la toxicomanie.
Grâce à la création du Centre de Récupération et de l'Iran Ayeneh Fondation, ainsi que par des sites web, des séminaires et conférences pédagogiques à travers le monde, il a utilisé son statut de célébrité pour promouvoir un mode de vie sans drogue[réf. nécessaire].
Ses contributions ont été reconnues par le Self-Help and Exchange Recovery, qui le choisit pour recevoir la Simmons & Ron Rev, Ronald L. Wright Award[réf. nécessaire], pour sa contribution exceptionnelle à soutenir la participation du groupe par les communautés minoritaires[évasif].

## Œuvres

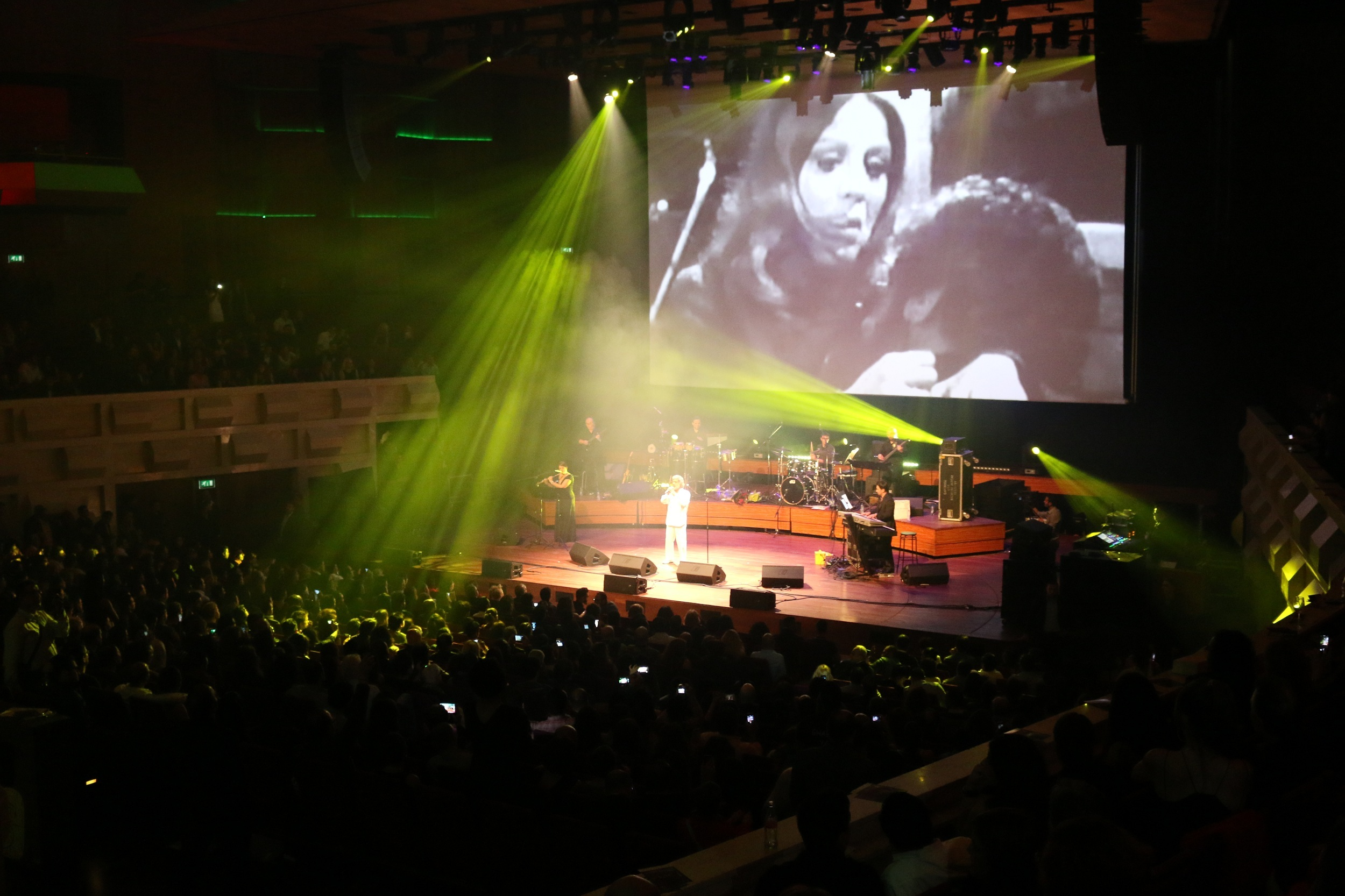
Dariush en concert à la salle de concert De Doelen, à Rotterdam, 2014

Son œuvre se compose de plus de 208 chansons en 27 albums[réf. nécessaire]. Il a également réalisé de nombreux films iraniens et a publié l'album Donyaye En Man Roozaye le 1er juin 2010 et la chanson Divar, le 9 août 2011.

### Filmographie
- Yârân
- Fâryâd Zire Âb
- Dariush live at Gibson Amphitheatre 2009

### Discographie

#### AvecTaraneh
- Jangal
- Nadim
- Nazanin
- Live In Palace
- 2003: 40 Greatest Hits

#### AvecCaltex Records
- Mosabeb
- Bachehaye Iran, 1994
- Sofreh Haft Seen
- Cheshme Man
- Shaghayegh
- Faryad Zire Aab, 1991
- Be Man Nagoo Dooset Daram
- Zendooni
- Khake Khoob e-Man
- Saaleh Do Hezar, 1997

#### avecEntreprises DBM
- 2009, Mojezeye Khamoosh
- 2010, Donyaye In Roozaye Man